# Club de Deportes Temuco
El Club de Deportes Temuco es un club de fútbol de Chile, con sede en la ciudad de Temuco, Región de la Araucanía. Fue fundado el 27 de junio de 1916 y actualmente juega en la Liga de Ascenso de Chile. También cuenta con una rama femenina del club, que disputa la Primera B de fútbol femenino de Chile.
A lo largo de su historia tuvo diversas denominaciones. El 26 de febrero de 1960 se creó la Corporación Club de Deportes Temuco, que se fusionó el 20 de marzo de 1965 con Club de Deportes Green Cross de Santiago, y formaron «Club de Deportes Green Cross-Temuco». En 1985 se rebautizó como «Club de Deportes Temuco». Durante la temporada 2007, recibió el nombre de «Deportivo Temuco», regresando a su anterior nombre la temporada siguiente. El 13 de junio de 2013, el club absorbió a Unión Temuco, manteniendo su denominación.
Los colores que identifican al club son el blanco y el verde. En tanto, su escudo, que reproduce la imagen de una cruz de Malta —o cruz patada— y de una letra «T» sobre ella, tiene sus orígenes en Green Cross y en Deportes Temuco, respectivamente. El nombre del club proviene eminentemente de la ciudad a la cual representa, dicho nombre procede de «Temuko», palabra del idioma mapudungún que significa «agua de temu». El temu es un árbol endémico del sur de Chile.
El club, como entidad sucesora de Green Cross, cuenta con el único título de Primera División de su historia y 2 de Segunda División, reconocidos por la ANFP. Como Corporación Deportes Temuco ha conseguido un título del Campeonato Regional de Fútbol y, ya concretada la fusión con Green Cross, 3 títulos de Segunda División o Primera B. Con un total de 5 trofeos de Primera B es el club de Chile con más títulos en esa categoría. Se suma al palmarés el Campeonato de Apertura de Segunda División.
De acuerdo a la IFFHS, Deportes Temuco ocupa la posición 158.º del ranking de los mejores clubes de Sudamérica de la primera década del siglo XXI (2001-2010) y la posición 164.º del ranking del Club de Sudamérica del Siglo XXI.

## Historia

### Origen y primeros años del fútbol competitivo en la región
El fútbol competitivo de la región de La Araucanía antes de la década de los 60 solo era de ligas amateur locales aunque eran capaces de tener una fuerte selección de Temuco y otras selecciones compitiendo en torneos, uno de esos clubes que competía en el fútbol amateur era en ese entonces el Deportivo Bancario hasta finales de la década de los 50' el club adinerado como le decían algunos en ese entonces era un club completamente sin un trasfondo cultural importante. Por otra parte, en un momento dado impulsados por autoridades y medios se decide tener un club representante de Temuco y la región lo más alto posible, usando como base de jugadores la Selección de Temuco, equipo conformado por los mejores jugadores de los clubes amateur de la Asociación de Fútbol de Temuco (AFT) a finales del año 1959. Con el afán y la labor del Comité Financiero de dicha Asociación y de los medios de comunicación de la ciudad, y con miras al profesionalismo, dicha selección debía postular a la Segunda División del Fútbol Chileno, previo paso por alguna liga semiprofesional, es por ello que se toma la decisión de ingresar al Campeonato Regional de Concepción, el cual pedía como requisito, que los postulantes fuesen clubes que estuvieran compitiendo con todas sus series en una directiva de fútbol local (en este caso, la AFT Asociación de fútbol Temuco), por lo cual algún club de dicho torneo debía postular al Campeonato Penquista con el nombre de la ciudad de Temuco y mediante aquello dar paso al plantel de la Selección de Temuco (que carecía de la opción de postular); Fue así, como el jueves 25 de febrero de 1960, el club Deportivo Bancario solicita formalmente el cambio de nombre al directorio de la Asociación de Fútbol de Temuco, lo cual en dicha sesión no fue aprobado por falta de cuórum y discrepancia entre los presentes, pero 26 de febrero de 1960, el directorio de la AFT acepta la petición del Deportivo Bancario, el cual desde aquel día pasaría a llamarse Corporación Club de Deportes Temuco.
En su preparación para el Campeonato Regional de 1960 y antes de aprobarse el cambio de nombre del Deportivo Bancario, la Selección de Temuco enfrentó en partidos amistosos a importantes equipos de la época, logrando triunfos sobre O'Higgins de Rancagua y Los Ángeles y el primer partido en donde el club jugó con el nombre de Club de Deportes Temuco fue con Lister Rossel de Linares, con triunfo a favor por 2-0 en el Estadio Liceo de Hombres de Temuco el 28 de febrero de 1960, además de empatar 2 a 2 frente al poderoso Peñarol de Uruguay. El domingo 20 de marzo de 1960, en su primer partido oficial, a las 15:00 horas, Deportes Temuco enfrentó a Vipla de Lirquén en la primera fecha del Campeonato Regional de Concepción. En calidad de local, el club obtuvo un empate de 1-1 en el Estadio Liceo de Hombres de Temuco. Beltrán anotó el único gol para los albiverdes, que en la ocasión vistieron con camiseta verde, pantalón y medias blancas.

### Green Cross-Temuco
Las autoridades locales decidieran fusionar al Club de Deportes Green Cross y a la Corporación Club de Deportes Temuco, cambiando cada entidad su respectiva firma por una nueva. Así, el 20 de marzo de 1965, fue creado Green Cross-Temuco. La unión iba pensada más allá, ya que el aporte de Green Cross fue el título de Primera División de 1945, dos de Segunda División. 

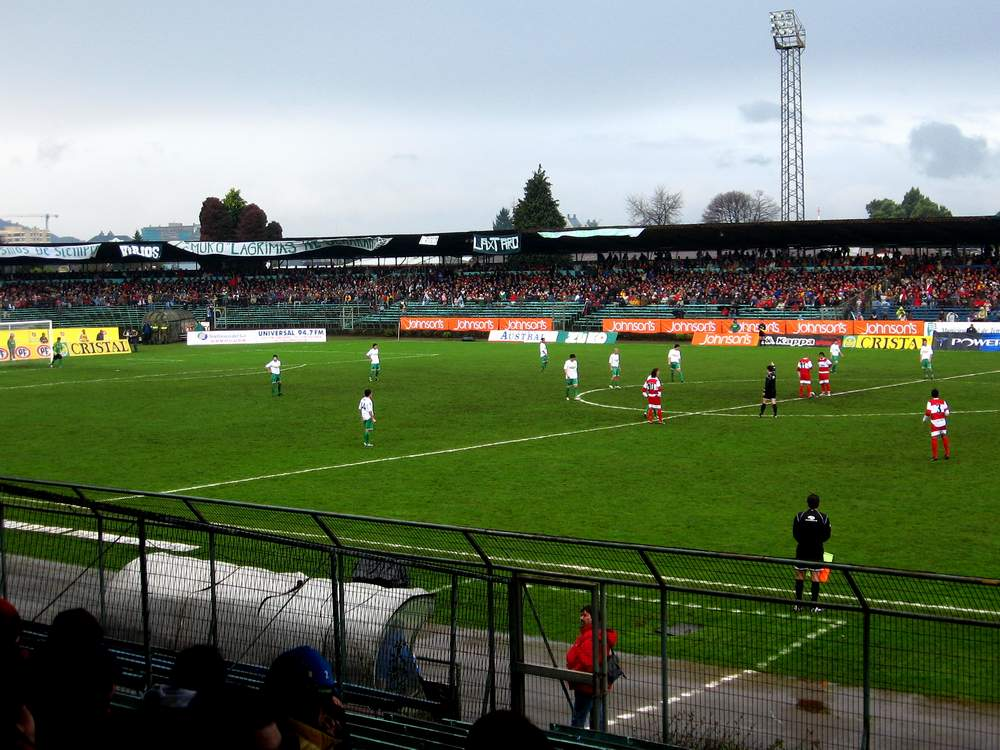
El recinto donde Deportes Temuco ejerce de local es el Estadio Germán Becker (ex Estadio Municipal de Temuco), inaugurado en 1965.

El Estadio Germán Becker, donde el club ejercería su localía desde entonces, se inauguró el 18 de marzo de 1965 con un torneo cuadrangular en el que participaron Universidad Católica, Universidad de Chile, Colo-Colo y Green Cross-Temuco. La competencia fue seguida y comentada por Julio Martínez. Posteriormente, el recinto fue escenario de jornadas memorables como la del realizado el 2 de marzo de 1966, en el cual se llevó a cabo un partido amistoso contra la Selección de fútbol de la Unión Soviética, que realizaba una gira internacional de preparación para la Copa Mundial de 1966; El encuentro, que registró un récord de público de más de 31.000 espectadores, lo ganó Green Cross-Temuco por 1-0, con anotación de Jorge Edgardo D'Ascenzo, quien batió a Víktor Bánnikov reemplazante de Lev Yashin (considerado el mejor arquero en la historia del fútbol mundial) quien estaba lesionado, aunque este último acompañó esa tarde al equipo desde la banca e incluso regaló un par de guantes al portero de Green Cross Francisco Fernández una vez concluido el encuentro.
En 1969, con Caupolicán Peña como Director Técnico, el club logró nuevamente el subcampeonato del "Torneo Provincial" de la Primera División de ese año y se adjudicó el tercer lugar en el grupo de la Zona B a nivel nacional, posición que le permitió clasificar a la liguilla final por el título, que se jugó en Santiago. En esta fase, que comprendía a los seis mejores equipos del torneo, Green Cross-Temuco tuvo la posibilidad de ser campeón si ganaba su encuentro final, pero perdió por 0-1 con Universidad de Chile, que se adjudicó el título nacional, de manera que el cuadro albiverde terminó en el tercer lugar, a dos puntos de lograr la clasificación a la Copa Libertadores 1970.
No obstante a inicios de 1970, jugó con Unión Española la definición Pre-Recopa, que otorgaba un cupo para la Recopa Sudamericana de Clubes 1970 al ir U. de Chile y Rangers a la Copa Libertadores, el plantel no clasificó, ya que cayó por 1-2 en el partido de ida y empató sin goles en el de vuelta. Ese año, el club creó una filial en Bahía Blanca, al sur de Argentina. En julio de 1970, Caupolicán Peña deja la banca de Green Cross - Temuco, quedando ésta a cargo de Gastón Guevara, quien comenzó una etapa que duraría 11 años en la banca del equipo temuquense. En aquella temporada el club clasifica a la Liguilla Final para alcanzar el título de la Primera División, en la cual termina en el 8° puesto. Dicha liguilla significaba jugar la totalidad de los partidos en la ciudad de Santiago, en la cual Green Cross-Temuco se presentó ante la mayor cantidad de público en toda su historia, jugando ante 65.000 espectadores en el Estadio Nacional ante Lota Schwager, perdiendo finalmente 2-3.
En 1974 el club llega por primera vez en su historia a la fase de cuartos de final de la Copa Chile, en la cual se enfrentó a Colo-Colo, perdiendo 2-1 el partido de ida y empatando 2-2 en el partido de vuelta, por lo cual no pudo pasar a Semifinales de dicho torneo. En 1975, con una tremendo campaña futbolística, el club nuevamente logró el tercer lugar del campeonato de Primera División, compartido después de Huachipato, posición que le permitió acceder a la Liguilla Pre-Libertadores 1975, que otorgaba un cupo para la Copa Libertadores 1976. Sin embargo, Green Cross-Temuco no logró la clasificación al certamen internacional, ya que empató sus dos primeros partidos (0-0 con Huachipato y 2-2 con Palestino) y cayó en el último (3-1 ante Deportes Concepción).

### Green Cross-Cautín y Club de Deportes Temuco
En 1980, bajo la dirección técnica de Gastón Guevara, Green Cross-Temuco tuvo su peor desempeño en la Primera División, al terminar colista en el torneo nacional, con 18 puntos, por lo que descendió a la Segunda División por primera vez como club fusionado. En 1983, tras disputar el Campeonato de Apertura de la Segunda División, el club volvió a la división de honor por decisión administrativa determinada por la ACF, la cual decidió entregar administrativamente cupos de Primera División a equipos que representasen a las ciudades con mejores resultados de espectadores en las temporadas previas y que no hubiesen ganado en cancha tal derecho de ascenso. La ciudad de Temuco fue considerada una «buena plaza», en conjunto con otras ciudades del país, por lo cual obtuvo dicho ascenso. Green Cross-Temuco se integra a la Primera División el 2 de julio de 1983 y al finalizar el campeonato el 1 de abril de 1984 alcanza el puesto 13° de la tabla de posiciones aquella temporada en la División de Honor.
En 1984, bajo la dirección técnica de Gastón Guevara (hasta septiembre) y de Roque Mercury (septiembre a diciembre), Green Cross-Temuco cumplió una positiva campaña en la Copa Polla Gol (Actual Copa Chile), tras ganar el grupo sur del torneo y clasificar por primera vez en su historia a la fase de semifinales del torneo, en la cual enfrentó a Universidad Católica, empatando sin goles en el partido de ida y cayendo por 3-2 en el partido de vuelta (Estadio Santa Laura). Sin embargo, el club no tuvo un buen desempeño en el campeonato nacional de ese año y volvió a descender a Segunda División, al terminar en la penúltima posición del grupo de la Zona Sur del torneo. Esto significó que la institución fuera declarada en «receso» por un año por parte de la Asociación Central de Fútbol (ACF), debido a problemas económicos y, supuestamente, por no cumplir con determinados requerimientos. Pese a que la institución presentó una carta al diario en la cual demostraba que cumplía con cada exigencia de la ACF, ésta no fue tomada en cuenta. Cabe señalar que, previo a esto, el club pasó a llamarse Green Cross-Cautín, ya que se había hecho un llamado para que todas las ciudades de la Provincia de Cautín usaran sus recursos con el objetivo de sanear a la institución, ya que sus problemas de deudas de arrastre eran millonarias (unos 5 000 000 de pesos de la época). Bajo ese nombre compitió en la Copa Polla Gol 1985, pero no obtuvo buenos resultados.
En 1985, en el plano institucional, el club fue rebautizado por Club de Deportes Temuco. Ese mismo año fue invitado por la dirigencia de la ANFP para jugar el torneo de la Polla Gol de ese año. En 1986 jugando el campeonato de la C.C.U, el cambio de estatutos de la Asociación Central con Miguel Nasur hicieron que cada club de Segunda División tuviera como mínimo de mil a dos mil socios al día como uno de los requisitos. El club es retirado del campeonato Polla Gol de la ACF por no contar con personalidad jurídica. Pero se siguió preparando y más adelante se le otorgó dicha personalidad jurídica correspondiente al año 1962 y compitió en el campeonato de Segunda División de dicho año.

### Regreso a Segunda División y ascenso
En 1986, con sus finanzas saneadas, el club volvió a participar futbolísticamente en la Segunda División, con el nombre de Club de Deportes Temuco. Este cambio de nombre no solo le permitió tener una identificación más cercana con su ciudad y la Región de la Araucanía, sino que, además, posibilitó el saneamiento de sus deudas. Al club se le permitió continuar participando con la antigua personalidad jurídica de Deportes Temuco, a cambio de la renuncia del presidente, y la ANFP lo reconoció como el mismo nacido en 1960, esto es, la Corporación Club de Deportes Temuco, que fue refundada en 1965 mediante la fusión con Green Cross. Por su parte, Green Cross quedó imposibilitado de ejercer sus funciones por sí mismo, toda vez que no se le dio un término oficial a la fusión de 1965.
En 1987, Deportes Temuco participó en la edición de ese año del Campeonato de Apertura de la Segunda División de Chile y se proclamó campeón tras derrotar por 3-0 a Ñublense en Chillán el 26 de julio. En el torneo de 1988, Deportes Temuco cumplió una campaña correcta y, tras alcanzar la segunda posición del grupo de la Zona Sur, accedió a la liguilla por el ascenso (o Zona Sur A). En esta última etapa volvió a rematar en el segundo lugar y, con 32 puntos, clasificó a la Liguilla de Promoción, instancia en la que no pudo ascender a Primera División. En 1990, con Roque Mercury como director técnico, Deportes Temuco fue el ganador de la Zona Sur del Campeonato de Apertura de la Segunda División de Chile, competición en la que no pudo llegar a la final, luego de caer en definición a penales ante Deportes Puerto Montt. En tanto, en el torneo nacional, clasificó como tercero de su grupo a la liguilla por el ascenso de la Zona Sur, fase en la cual, solo obtuvo la cuarta posición, por detrás de Colchagua, Rangers y Provincial Osorno, que ascendió a Primera División.
En el campeonato nacional de Segunda División 1991, bajo la conducción del entrenador Luis Santibáñez, el equipo cumplió una campaña muy planificada: se jugaban con mayor protagonismo los partidos de local, pero los partidos de visita se jugaban defensivamente. Tras ganar la Zona Sur del torneo y clasificar a la liguilla por el ascenso, en el último partido en el Estadio Municipal de Temuco, el conjunto albiverde goleó a Colchagua por 7-0 y, luego de siete años, ascendió a la Primera División de Chile. Como cierre del torneo, los equipos que se ubicaron en el primer y en el segundo lugar de la liguilla y que ascendieron a Primera División, Huachipato y Deportes Temuco, respectivamente, disputaron en partido único el título de Segunda División. Se decidió por parte de la ANFP jugar en el Estadio Municipal de Temuco. Así, el club venció 2-0 al cuadro acerero y se coronó campeón de la Segunda División de Chile 1991. 

### Clasificaciones a Liguilla Pre Libertadores e Irregularidad
Con este campeonato, el club regresa a la Primera División luego de siete años. Vuelve a la división de honor el 30 de mayo de 1992. La participación de Deportes Temuco en Primera División se reflejó en buenas campañas, lo mismo en la Copa Chile, en cuya edición de 1993 ganó el grupo F. En la segunda fase, el club integró el grupo 2 y, tras lograr la segunda posición, no pudo pasar a semifinales, pese a mantenerse a dos puntos del ganador del grupo, Universidad de Chile. Sin embargo, el delantero Cristian Montecinos fue el goleador del certamen, con 15 anotaciones en total. Por otro lado, en el torneo nacional de 1993, logró el sexto lugar en la tabla de posiciones, de manera que accedió a la Pre-Liguilla Libertadores, en la que empató 1-1 en el partido de ida y derrotó por 1-0 en el de vuelta a Universidad Católica. Así, el conjunto albiverde avanzó a la Liguilla Pre-Libertadores 1993, terminando en la tercera posición de la liguilla y sin posibilidades de clasificación a la Copa Libertadores 1994. Posteriormente, en el campeonato nacional de 1995, remató en la cuarta posición y volvió a acceder a la Liguilla Pre-Libertadores. Jugó tres partidos en el Estadio Nacional, en los cuales, empató sin goles con Colo-Colo, perdió 0-1 ante Universidad Católica y venció a Cobreloa por 3-2, resultados que no le permitieron clasificar a la Copa Libertadores 1996.
En la temporada 1996, el club disputó la Copa Chile y logró el segundo lugar de su grupo, detrás de Universidad de Chile, quedando eliminado de la competición. En tanto, en el campeonato nacional terminó en la decimocuarta posición, superando solo a los descendidos Regional Atacama y O'Higgins durante la última fecha, tras vencer de visita a Huachipato, por lo que debió jugar la Liguilla de Promoción contra Cobresal, instancia en la que perdió por 3-1 en el El Salvador en el partido de ida. No obstante, en el encuentro de vuelta, jugado en Temuco, ganó por 2-0 y se zafó del descenso, por el gol de visita marcado en el partido de ida. En 1997, el plantel realizó una destacada campaña en el Torneo de Apertura, rematando en la cuarta ubicación; tras dicha campaña, y luego de desencuentros entre Mercury y la dirigencia, durante la segunda fecha del Torneo de Clausura fue cesado de su cargo, asumiendo en su lugar Roberto Álamos. El plantel no consolidó su gran campaña del torneo anterior, inclusive perdiendo 3-8 ante Universidad de Chile, siendo Mercury recontratado, rematando al final en la decimocuarta ubicación. Además, dado los grande gastos hechos por la dirigencia en la conformación del plantel, comenzaron a aparecer problemas económicos en el club, teniendo atrasos en el pago de las remuneraciones de los futbolistas.

### Descenso a Primera B y receso
En 1998, afronta su participación en la Copa Apertura y ganó el grupo D, con 11 puntos, posición que le permitió avanzar por tercera vez en su historia a las semifinales del torneo, instancia en la que quedó eliminado luego de empatar sin goles en el partido de ida y caer por 0-2 en el partido de vuelta ante Audax Italiano. A pesar del buen resultado deportivo, habían comenzado los problemas económicos, con los jugadores con sueldos impagos entre enero y febrero, además de la renuncia del Presidente del Club, Carlos Parra, acusando poco apoyo, regresando al mando del club un mes después. Al comienzo del torneo oficial, todavía con sueldos impagos, Carlos Parra le indicó al plantel que se encontraban en libertad de acción para irse del club si encontraban una mejor oferta, debido a los problemas económicos. Durante varios partidos, el plantel amenazó con no presentarse a jugar, amenaza que se concretó en la 4° fecha ante Palestino, pese a las inagotables fórmulas que buscó la directiva para evitar este hecho, como pagar el sueldo de 13 jugadores o pagar con cheques a fecha, lo cual fue rechazado por el plantel. Finalmente, viajó a Santiago un plantel de juveniles que sufrió una derrota por 9-0 ante el conjunto de colonias. Tras este hecho, presentó su renuncia al club el entrenador Reinaldo Merlo junto a su cuerpo técnico, siendo reemplazado interinamente por Gastón Guevara, y el plantel amenazó con no presentarse ante Deportes La Serena, lo que fue evitado debido a la mediación de Carlos Soto y el alcalde de Temuco René Saffirio.
Tras el receso por el Mundial de 1998, luego de 3 meses con sueldos impagos, Deportes Temuco sufrió de diferentes hechos que sumaron a la mala racha que llevaba. Debió jugar ante Provincial Osorno en calidad de visitante, logrando una victoria por 1-0. El viaje de dicho partido fue en una micro sin baño, debiendo los jugadores pagar el peaje de vuelta a Temuco. Cuando tocó visitar a Colo-Colo, el plantel sufrió un robo de sus zapatos deportivos, debiendo el conjunto albo prestarles zapatos para poder jugar. En varias ocasiones el plantel no pudo entrenar adecuadamente. Se contaba con sólo un juego de camisetas visitantes que no habían sido otorgadas por el patrocinador del club, entre otros eventos. En varios partidos los jugadores amenazaron nuevamente con no presentarse, no concretando su amenaza debido a promesas y mediaciones que nuevamente llevó a cabo el SIFUP, René Saffirio y particulares como Germán Becker Alvear. Finalmente el 28 de noviembre, previo al partido por la 28° fecha ante Deportes Concepción, el conjunto albiverde decide no presentarse, perdiendo 3-0 por walkover, además de sufrir la resta de 15 puntos. Finalmente, Deportes Temuco terminó colista en el torneo, con 13 puntos en total, y descendió a Primera B. Al año siguiente, la ANFP marginó al club del torneo de Primera B por las deudas que tenía, y la institución se declaró en receso.

### Retorno al fútbol, campeón de Primera B y nuevos descenso
Tras un gran trabajo y esfuerzo a nivel institucional, el club logró ser aceptado nuevamente en la ANFP y regresó al campeonato de Primera B del año 2000, en el cual alcanzó el puesto 13° de la temporada bajo la dirección técnica de Carlos Durán. En el campeonato de Primera B 2001, el equipo logró el liderato de su grupo, con 13 puntos en total, y accedió a la segunda fase con una bonificación de 7 puntos. En la segunda etapa, que agrupó a todos los equipos del campeonato bajo un sistema de todos contra todos, Deportes Temuco cumplió una histórica campaña, en la que finalmente se coronó como campeón de la Primera B de ese año, el 7 de octubre, a cinco fechas del término del certamen, luego de derrotar a Deportes Melipilla por 2-1. En el Torneo de Apertura 2002, logró llegar a cuartos de final de la fase de play offs como uno de los «mejores perdedores» junto a Santiago Wanderers, sin embargo, cayó y fue eliminado ante Universidad Católica, que fue el campeón de la competición. Luego, en el Torneo de Clausura 2002, integró el grupo A, junto a Colo-Colo, Huachipato y Deportes Concepción, pero tuvo un mal rendimiento, ya que obtuvo solo 8 puntos, y quedó fuera de la disputa por el título.
En 2003, no pudo clasificar a play offs, no obstante, destacó la goleada histórica por 5-1 sobre Colo-Colo, que fue finalista del campeonato. Posteriormente, en el Torneo de Clausura, nuevamente fue colista de su grupo y quedó eliminado, luego de obtener 10 puntos. Además, dicha temporada sufrieron nuevamente de problemas económicos, inclusive rumoreándose el regreso de Carlos Parra como presidente de una sociedad anónima que se haría cargo del club, hecho que no se concretó. Al año siguiente, logró llegar a play offs, tanto en el apertura como clausura, sin embargo, en ambos torneos quedó eliminado. En marzo de 2005, Deportes Temuco alcanzó el séptimo lugar de equipos chilenos en el ranking mundial de clubes de la IFFHS, en el que se situó en la 226.ª posición, con 76,5 de rendimiento, habiendo ascendido desde el puesto 276.º. Sin embargo, tras una negativa participación en el Torneo de Apertura y en el de Clausura, y después de cuatro años en Primera División, el elenco de Deportes Temuco volvió a descender a Primera B, debido a que terminó con el más bajo puntaje en la tabla de descenso acumulado, con solo 34,1 puntos ponderados.
En 2006, el club jugó el campeonato de Primera B y terminó en la penúltima ubicación, con 15 puntos (por incumplimientos económicos se le descontaron 3 puntos), por lo que debió jugar un cuadrangular de descenso con Deportes Copiapó, Provincial Osorno y Magallanes. No obstante, Deportes Temuco logró mantenerse en la categoría. A fines de 2006, Deportes Temuco fue castigado por la primera sala del tribunal de disciplina de la ANFP con un año de suspensión en las competencias de la temporada 2007 del fútbol chileno, debido a sus deudas con jugadores y miembros del cuerpo técnico. No obstante, en virtud de un acuerdo alcanzado entre el SIFUP y el directorio de Deportes Temuco, la segunda sala del tribunal de disciplina de la ANFP acogió una apelación del club, de manera que fue readmitido para participar en el campeonato de Primera B 2007.

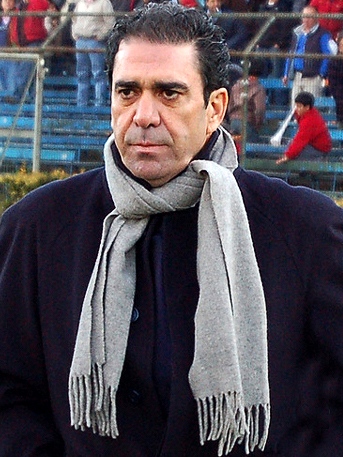
Eduardo Bonvallet, entrenador del club en 2007.

Después del descenso, la dirigencia del club intentó múltiples gestiones para mantenerse en el fútbol profesional. Primero, buscó posibles incumplimientos reglamentarios por parte de otros clubes y, luego, solicitó ampliar la cantidad de cupos profesionales en Primera B. Sin embargo, ninguna de estas opciones fructificó.

### Los intentos de volver al profesionalismo
En el plano deportivo, el cuadro albiverde vio impedido su regreso a Primera B, ya que en la penúltima fecha fue derrotado por Unión Temuco, lo que permitió a Naval alcanzarlo y quedar en igualdad de puntos para la última fecha del torneo. En su último partido, cayó ante Colchagua, mientras que Naval consiguió un empate ante Magallanes con un penal a cinco minutos del final, lo que le permitió ascender a la segunda categoría y relegar a Deportes Temuco un año más en la Tercera A de Chile. En el campeonato de 2009, el club terminó en el tercer lugar de la liguilla final de ascenso. Además, la institución sufrió problemas de atrasos de pagos a los jugadores, lo que quedó resuelto un par de meses después. El 18 de noviembre de 2009, un grupo de hinchas coordinó una reunión entre los tres dirigentes de Deportes Temuco, Raúl Poblete, Mario Rodríguez y Eric Pino, más los socios del club. En aquella reunión, la hinchada hizo sentir su rechazo a la forma en que los dirigentes llevaban a cabo la tarea administrativa, tras lo cual, la dirigencia dio a conocer las gestiones que habían realizado hasta entonces (2007-2009), mientras que la hinchada, a fin de levantar al club, propuso ideas de cooperación. De los temas que se hablaron en dicha reunión, el más importante fue la transformación de Deportes Temuco a una sociedad anónima abierta, en lugar de una deportiva, y la incorporación de hinchas para trabajar ad honorem en la gerencia (tanto en la parte administrativa como deportiva) sumado a grupos de coordinación y trabajos menores. Este fue un importante e histórico paso, ya que los hinchas obtuvieron participación en la administración del club.
El 31 de marzo de 2011 se notificó al Club Deportes Temuco S.A.D.P. la suspensión de sus derechos en Tercera División, producto de irregularidades internas del club. Se responsabilizó a Víctor Hugo Arriagada, pero como el problema era de carácter particular y, por lo tanto, desligado de la institución, se levantó la suspensión a la semana siguiente. En la Copa Chile 2011, el club ingresó a la tercera fase y enfrentó a equipos de Primera B e incluso a Universidad de Concepción, equipo de Primera División. Finalmente, Deportes Temuco no pudo acceder a la siguiente ronda, ya que terminó en la vigesimoséptima ubicación en la tabla acumulada, con cinco puntos en total, luego de haber ganado un partido, empatado dos y perdido tres. Por otro lado, en el campeonato de Tercera A, el conjunto albiverde quedó fuera de competencia por el ascenso y terminó su temporada en el segundo lugar de la liguilla de descenso de la Zona Sur, solo por un gol de diferencia con Unión Santa María.
En diciembre del año 2011 se estudia la posibilidad de ingresar a la nueva Segunda División de la ANFP de la cual postula en 2012. Finalmente, se conoce que Temuco vuelve a tener fútbol profesionalizado al ser aceptado en la Segunda División. En 2012 la ANFP y el club mismo toma como fecha de fundación oficial a celebrar el 27 de junio de 1916 correspondiente a la de Green Cross. En la temporada 2013, en la antepenúltima fecha por la segunda división derrotó a Fernández Vial y logró llegar a una final para la última fecha justo coincidente con Iberia era es el único que comparte la chance de salir campeón de la categoría. Su clasificación la confirmó al empatar con Deportes Melipilla de visita a último minuto. Sin embargo, la ANFP en primera medida dijo que el club no disputará la Fase Final por un cupo a la Primera B 2013, debido a su atraso en el pago de 110 millones de pesos, correspondientes a la cuota de inscripción que exigió la ANFP para participar en este torneo en los meses de septiembre y octubre. Aunque pagó los 110 millones de pesos en 2 cuotas, que correspondían a los meses de noviembre y diciembre, la Asociación Nacional de Fútbol Profesional de Chile dijo que lo hizo fuera del plazo establecido. El clasificado, junto a Iberia, terminó siendo Deportes Copiapó.
La dirigencia menciona que estaba todo en regla y anuncia que peleara por sus derechos, teniendo documentos y respaldo que lo avalarían puesto a que el club sí documentó su pago a tiempo y el cheque no pudo ser cobrado porque tenía un error de forma y no de fondo, pero no el club no fue notificado a tiempo. Además la ANFP no habría respetado la garantía del documento y acuerdos de pago para no ser eliminados. Tras ello, el equipo cae de local ante Iberia con gol en el último suspiro del partido, aunque al local solo le servía ganar, se adjudica el subcampeonato de la fase pentagonal de la Segunda División Profesional 2012.
Para la temporada 2013, el nuevo director técnico es Francisco Huerta, quien como futbolista jugó por Colo-Colo y Alianza Lima. El plantel inició sus preparativos jugando un partido amistoso contra la selección de Gorbea en dicha comuna, el cual ganó 4-0. En su debut por el Torneo Transición de Segunda División Profesional 2013, Deportes Temuco logró un empate de 1-1 ante Unión Española "B", en el Estadio Santa Laura. Luego de haber disputado dos ruedas, el club terminó en el tercer puesto, después de Audax Italiano "B", ya que perdió como local ante Iberia por 0-3, en la última fecha, teniendo en aquella oportunidad aún posibilidades de campeonar.

### Retorno a Primera B y Campeón del Ascenso

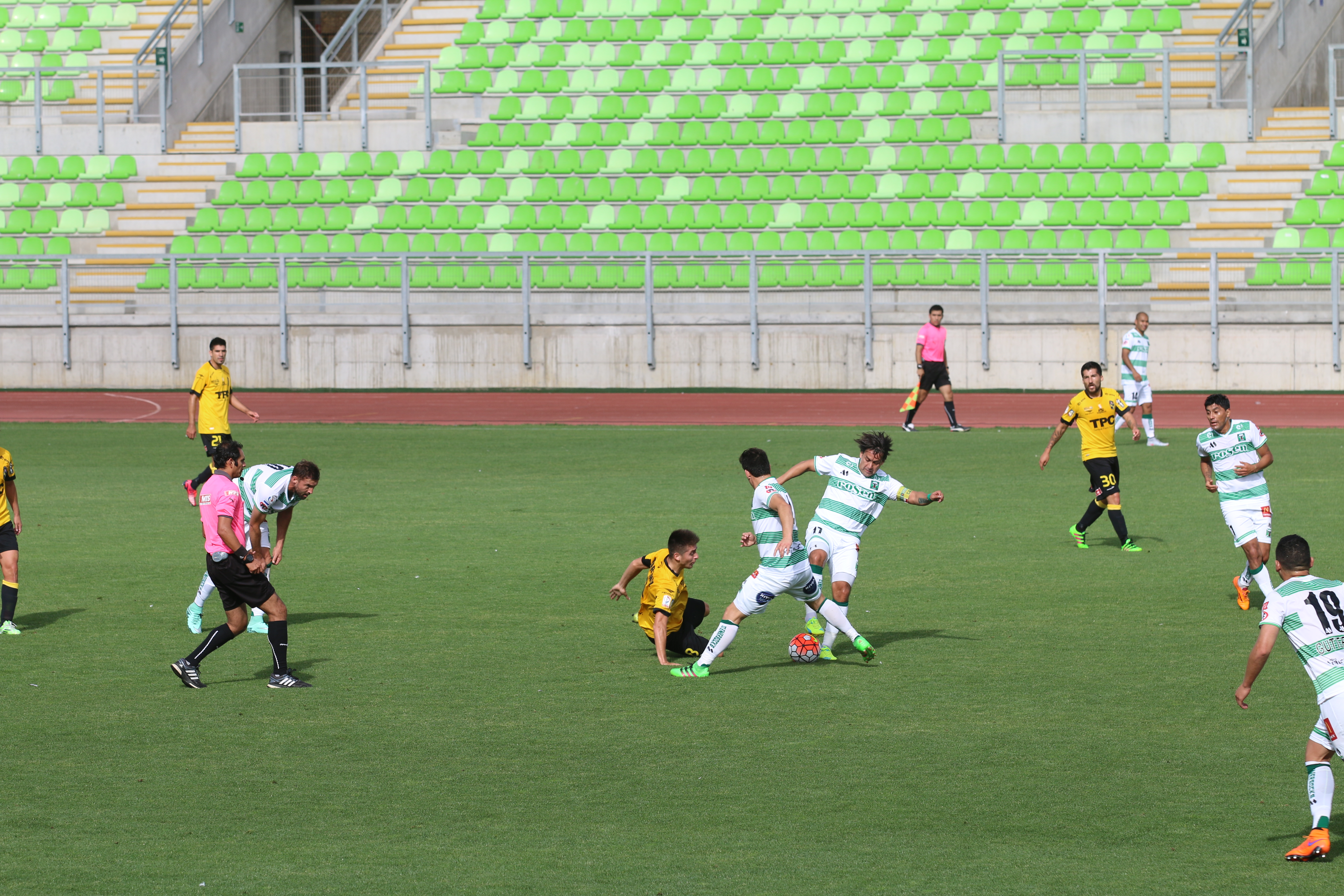
Deportes Temuco enfrentando a Coquimbo Unido, en el Estadio Elías Figueroa Brander, en marzo de 2016.

Luego de la absorción de Unión Temuco, y una mediocre campaña durante la temporada 2013-2014, para el Clausura 2014, se contrata al estratega Fernando Vergara por seis meses y el club tiene una irregular campaña nuevamente. En mayo Vergara termina contrato y no renueva, por no llegar a acuerdo económico, también terminan contrato decenas de jugadores y Copa Chile se afronta con juveniles y algunos jugadores que quedaron del plantel como el capitán Arturo Sanhueza, dirigidos por el director técnico interino Silva, el equipo logra derrotar de local a Huachipato por la cuenta mínima y así también a Concepción por 3 a 1, ya con Pablo Abraham como entrenador, quedando puntero del grupo y con 6 unidades. Luego en la siguiente fase, derrota por dos goles a cero a Ñublense y en la vuelta en Chillán pierde 3-1, pero ganando la posterior definición a penales, Gamonal atajó un penal. Sin embargo, en el campeonato oficia el club tiene un rendimiento bajo para lo que se pretende y es muy cuestionada por parte de la parcialidad albiverde la labor de Abraham, incluso hasta pedir su salida del club. En el nuevo arranque del campeonato Temuco se encuentra en lugares de avanzada mejorando bastante su rendimiento. En febrero se descubren los restos del avión del plantel accidentado en los años 60 y el equipo conmemorara al plantel rindiendo honores usando un uniforme replicando el de ese plantel.
En la Primera Rueda del Campeonato Loto de Primera B, Deportes Temuco finaliza en primer lugar, con 34 puntos, y a seis de ventaja de Everton, su más cercano perseguidor. Se mantuvo invicto desde la segunda fecha, en la cual perdió un polémico partido, con un penal dudoso y un autogol. En la liguilla por el segundo cupo de ascenso queda eliminado ante Deportes La Serena perdiendo 4 a 1 en la ida y en la vuelta ganando 3 a 1. Ya en la segunda rueda extiende el invicto en la fase regular hasta caer ante Curicó Unido de visita tras un polémico penal, pero retorna rápidamente al triunfo frente a Deportes Puerto Montt. El sábado 16 de abril, en el Estadio Bicentenario Germán Becker, el equipo albiverde se consagró Campeón de Primera B por quinta vez en su historia, al ganar de local por 4 goles a 2, a Deportes Copiapó. Con un promedio de público controlado cercano a las 10000 personas (sin incluir abonados), Deportes Temuco se posiciona como el tercer club en Chile con mayor asistencia a los estadios, solo superado por la Universidad de Chile y Colo Colo.

### Regreso a Primera División, histórica clasificación a Copa Sudamericana y nuevo descenso
Su reestreno en primera división lo hace por el Campeonato de Apertura 2016-2017 frente a Deportes Antofagasta de visita ganando 2 a 0. Su regreso al German Becker en Primera División no fue el esperado al caer por 1 a 3 frente a Deportes Iquique. En dicho torneo, se destaca la victoria de visita ante Colo-Colo por 2 a 0 y con dos expulsado, aunque el club queda eliminado en Copa Chile mantiene una muy buena campaña para ser un cuadro en poco tiempo formado y ascendido a Primera, incluso tiene chances de algún cupo a copa internacional y su campaña como local incluso ha sido baja, pero su campaña como visita ha sido muy buena, tanto así que aun con sus malos resultados como local tenía la oportunidad de haber quedado puntero del torneo. En su nuevo regreso al fútbol de honor, los albiverdes obtuvieron un rendimiento del 35%, finalizando en el puesto número 12 de la tabla general que componen 16 equipos, con 16 Puntos, 5 partidos ganados, 1 empate y 9 derrotas. 
Por el campeonato de Transición 2017, el club logra estabilizar y definir su estilo de juego, tras un comienzo irregular de campeonato, obteniendo en la segunda mitad importantes resultados, y consiguiendo una racha de partidos invictos en las últimas 10 fechas del torneo, incluso derrotando al luego campeón Colo Colo y empatando con el escolta Unión Española de visita, luego de empatar de visita ante Santiago Wanderers, cierra su participación empatando de local con Universidad de Concepción y tras la caída de Deportes Antofagasta, Temuco finaliza sexto en la tabla de ubicaciones, con 5 partidos ganados, 7 empates y 3 derrotas, logrando un cupo a la Copa Sudamericana 2018 y por primera vez en su historia clasificando a una copa internacional oficial, la primera participación en un campeonato internacional en toda la historia del club.

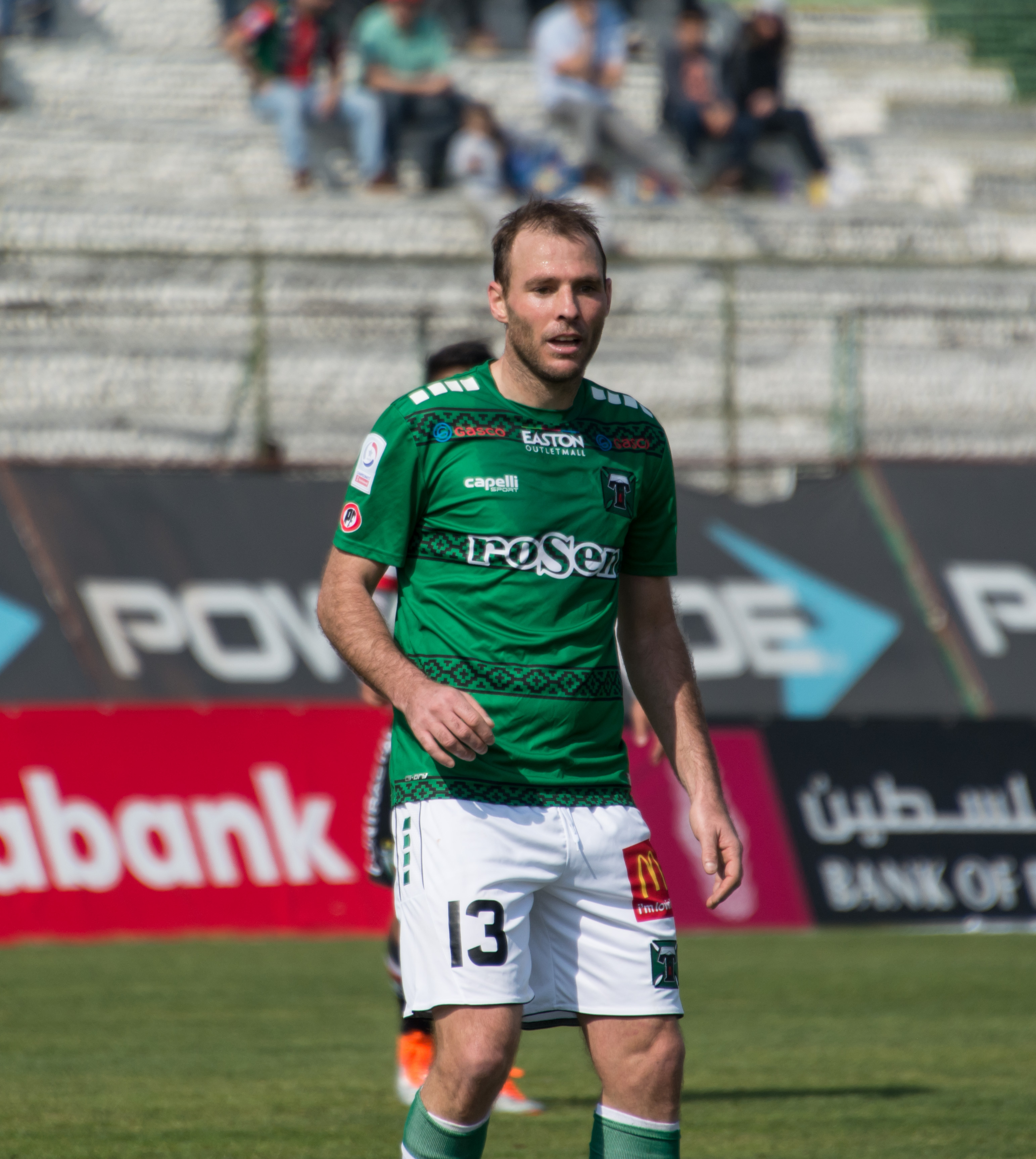
Mathías Riquero en 2018.

En su debut internacional ante Estudiantes de Mérida de Venezuela, logra empatar de visita a último minuto con el primer gol internacional oficial de parte de Alfredo Ábalos. Posteriormente se enfrenta al clasificar a la siguiente fase, contra San Lorenzo de Almagro iniciando nuevamente de visitante, donde en el partido de ida, tras ir perdiendo por 1-0, lo remonta hasta ganar por 2-1 con goles de Mathías Riquero, siendo el quinto equipo chileno en ganar de visita en Argentina, y también hace historia al ganar a un campeón de Copa Libertadores de América y de Copa Sudamericana. Luego, tras un error administrativo por parte del club, Conmebol consideró que hubo inclusión indebida del futbolista Jonathan Requena, el cual ya se encontraba inscrito en la plantilla de Defensa y Justicia en la misma competición, el organismo sudamericano, sancionó al club chileno y le dio por perdido el partido por 3:0. aunque queda la apelación se da solo después del partido de vuelta donde el Albiverde gana 1-0 con gol de Matías Donoso a último minuto, quedando así como invicto en la copa en cancha, más perdió la serie por un marcador global de 1-3 como consecuencia del mentado error.
Sin embargo, en el ámbito local, Temuco pierde la categoría, tras perder de local ante Universidad Católica por 2 goles a 1, quedando en la penúltima posición de la Primera División de Chile 2018, por lo que "el Pije" debió jugar, a partir del año 2019, en la Primera B de Chile 2019.

### Búsqueda del ascenso a Primera División
En 2019, en su retorno a Primera B el equipo termina octavo en la tabla, tras el paro del torneo debido a caracteres extra deportivos, determinándose jugar una liguilla para definir quien enfrentaría a Deportes La Serena por el segundo ascenso a Primera. El Pije derrotó en Santiago a Cobreloa, Ñublense y Deportes Copiapó y se proclamó ganador de la Liguilla de Ascenso 2019 (disputada en enero de 2020); empató con Deportes La Serena en la final, pero cayó en lanzamiento de tiros desde el punto de penal, por lo cual no ascendió y debió conformarse con disputar también la temporada 2020 en Primera B.
El torneo de 2020 inicia de forma normal, pero en la cuarta fecha se suspende por el peligro del coronavirus, por lo que se resuelve que el equipo juegue sin público su partido contra San Marcos de Arica, logrando una victoria de 2:1. Tras este partido, se suspendió el torneo de forma indefinida debido a la Pandemia del Coronavirus. Dentro de este contexto, la dirigencia determina acogerse a la Ley de Protección del Empleo, la cual suspenden los contratos de los jugadores del equipo, lo que le llevó a variadas críticas de estos, que creían que dicha resolución fue de forma arbitraria e intransigente, que llevó a la dirigencia a verse enfrentada públicamente con el SIFUP, y el presidente de esta, Gamadiel García. Tras el regreso al fútbol, Temuco encadena pésimos resultados, hasta inclusive llegar a 5 partidos seguidos derrotado y sin convertir un gol. Temuco clasificó a la liguilla del ascenso, mas quedó eliminado en primera fase tras perder los dos partidos ante Rangers. Deportes Temuco por el Torneo de Primera B de 2021, logró clasificar a los play-Off final, tras terminar el torneo regular en la 4° posición, sin embargo, fue eliminado ante Deportes Copiapó, por un marcador global de 3-2.
El año 2022, Temuco comenzó su campaña en la Primera B 2022 con 8 puntos en las primeras 9 fechas, lo que desencadenó que la hinchada albiverde se manifestara en contra la dirigencia de Marcelo Salas durante el partido ante Magallanes el 16 de abril en el Estadio Germán Becker, quedando el partido suspendido por alrededor de 15 minutos ante las protestas de los Devotos por la partida de figuras del plantel, el alza en el valor de las entradas y el rendimiento del equipo en el año, además de protestar en contra de las Sociedades Anónimas Deportivas y el canal TNT Sports, por la programación de los partidos de la división.
Para la temporada 2023, la campaña comenzó con dos empates por el campeonato oficial, como visitante ante Deportes Puerto Montt y ante Deportes Recoleta en condición de local, obteniendo su primera victoria ante Rangers. Luego de perder en el inicio de la segunda rueda por 1:2 ante Deportes Puerto Montt, el 27 de junio el plantel compartió una publicación mediante Instagram exponiendo diferentes problemas internos a lo largo del año, como el cambio en el itinerario para enfrentar a Huachipato por Copa Chile al día siguiente, pago de sueldos atrasados, arriendos adeudados, comidas frías, deudas de salud, falta de agua en el centro de entrenamiento y malas condiciones para las divisiones inferiores, declaración apoyada por el SIFUP. Marcelo Salas desmintió las acusaciones de los jugadores, apuntando al Sindicato. En medio de este clima, el conjunto eliminó a Huachipato y Deportes Puerto Montt, por los cuartos y la semifinal regional, de dicha competencia, siendo eliminado en la final regional por Universidad de Concepción. En el torneo oficial, el cuadro albiverde terminó en 4° puesto en la fase regular, clasificando al Playoff por el ascenso a la Primera División, quedando eliminado en las semifinales de dicha instancia ante Santiago Wanderers.

## Administración y personalidad jurídica

### Primeras personalidades jurídicas
Tras su fusión entre el Club de Deportes Green Cross y a la Corporación Club de Deportes Temuco, el 20 de marzo de 1965, el club pasó por varios cambios de personalidad jurídica. En 1985, en el plano institucional, una junta que incluía al alcalde de Temuco y al presidente Roberto Schusteq, acordó cambiar la identidad del club a fin de recuperar el apoyo masivo que había perdido y reemplazar el nombre Green Cross-Temuco por uno que identificara más a la ciudad. Germán Becker señaló: «La situación del club tocó fondo. Ha quedado demostrado que la nula respuesta ciudadana indica que nadie quiere saber nada de la institución». Ante lo resuelto en la junta, la ACF estuvo dispuesta a permitir el cambio de nombre del club como ayuda para atraer nuevos adherentes a la institución. No obstante, la institución debía pagar 12 000 000 de pesos de la época por un préstamo otorgado por la ACF. Así, en junio se lanzó una campaña para ponerle un nuevo nombre a la institución, la cual entraría saneada, y así volver a tener el apoyo masivo de la ciudadanía. El diario El Austral de Temuco realizó un concurso, premiando al ganador con un televisor, en el cual la gente podía elegir el nombre para el club. Los nombres propuestos fueron: Deportes Ñielol, Deportes Cautín, Deportes Frontera, Deportes Araucanía, entre otros. Pero estos fueron ampliamente superados por Club de Deportes Temuco, la anterior denominación de la institución. Una vez rebautizado y con Juan Poblete como entrenador, el club inició su preparación con equipos como Palestino, Cobreloa, Victoria, Malleco Unido, Colo-Colo, equipos locales, entre otros. La idea era dar rodaje a sus jugadores juveniles y prepararlos para tener una buena participación en el Campeonato de Apertura de Segunda División y en el torneo de Segunda División 1986. Además, la ACF estuvo observando las actuaciones del equipo y la asistencia del público, la cual iba a ser determinante para su reincorporación.
El 5 de octubre de 1985, en la prensa se hizo público el reingreso del club a la Segunda División de Chile con la denominación legal de «Corporación de Deportes Temuco», después de que el dirigente temuquense Nissin Alvo propusiera a Miguel Nasur, presidente de la ACF, revivir la antigua y extinta personalidad jurídica de Deportes Temuco de 1960 y seguir participando en competencias deportivas.

### El cambio a sociedad anónima deportiva
En marzo de 2007, en el plano institucional, la empresa Nehuén S.A.D.P firmó un contrato con los dirigentes del Club después que la Asamblea de socios aprobó dicho contrato mediante el cual se traspasaban activos y pasivos a la nueva sociedad según las exigencias de la ley y de la ANFP. A solicitud de la ANFP se modificó la razón social de la nueva sociedad y pasó a llamarse Deportivo Temuco S.A.D.P. La razón de este cambio de nombre, según uno de los miembros del nuevo directorio, Carlos Shar, se debió a que la marca «Deportes Temuco» estaba inscrita por un particular, la identidad era Eric Pino, personal del club, y no se pudo usar para comenzar con el nuevo proyecto pues no se la facilitó para protección de la marca.
En 2008, la dirigencia de Deportivo Temuco SADP viajó a Santiago para continuar con las gestiones destinadas a reincorporar al club en el profesionalismo y se determinó tomar acciones legales, ya sea por el incumplimiento de reglamento y sanciones de parte de la ANFP, o bien, para intentar la aceptación de una S.A.D.P en Tercera División, ya que en la ANFA no existe una ley que acoja a clubes profesionales. Cabe señalar que legalmente el club tiene un derecho propio de quedarse en Primera B por una cuestión de reglamento de la misma asociación y reglamento deportivo. El tribunal arbitral podría decidir que la ANFP pagase una indemnización millonaria por daños y perjuicios al club por el no cumplimiento del reglamento legal, lo que más adelante quedó en nada. Hubo conversaciones por parte de Rafael Olave, presidente de Provincial Temuco, de fusionar a su club con Deportes Temuco, sin embargo, pese a sumarse Marcelo Salas al proyecto, no hubo acuerdo final. Pese a lo anterior, el club logró recuperar el nombre de Club de Deportes Temuco. 
La gerencia de trabajo en el año 2010 quedó constituida por Víctor Hugo Arriagada como gerente general del club, Cristian Torres como gerente administrativo, Leonardo Riquelme como gerente comercial y Cristian Subiabre como encargado de comunicaciones, quienes trabajaron en conjunto con diversos hinchas, teniendo como misión institucionalizar al club y darle viabilidad a largo plazo, profesionalizando la gestión de este y llevarlo a la Primera B de Chile. Posteriormente, tras un partido en la comuna de La Pintana ante el equipo local, el directorio de Tercera División exigió modificar la estructura institucional del club, debido a la existencia de deudas a la ANFP por parte del antiguo Club de Deportes Temuco que habrían datado del año 2000 de las cuales no existía título alguno. Los propietarios no aceptaron reconocer una deuda sin justificación lo que determinó la desafiliación y cese de las actividades del club y su desafiliación arbitraria de la Federación de Fútbol de Chile. Las sumas impagas eran de alrededor de doscientos millones de pesos, a los que se sumaron siete millones luego de la actuación de Deportes Temuco en la Copa Chile 2009. Finalmente, al igual que en 1986 y para continuar participando en el campeonato de 2010, los hinchas que habían ofrecido su colaboración desinteresada a Deportivo Temuco SADP a petición de la Tercera División de la ANFA formaron una nueva persona jurídica legal: Club Deportivo Deportes Temuco la que recibió los jugadores, los puntos y todos los activos que pertenecían a Deportivo Temuco SADP cuando ya el campeonato llevaba 6 fechas jugándose. Así mismo, se formó un nuevo directorio, que quedó encabezado por los mismos integrantes de la gerencia anterior: Víctor Hugo Arriagada como presidente, Cristian Torres como vicepresidente, Cristian Subiabre como encargado de comunicaciones, Claudio Oyarzún como tesorero y Alexis Marín como director. No obstante, dentro de la directiva no figuraban Raúl Poblete ni Mario Rodríguez. Así, la directiva cumplió con las exigencias de la Federación de Fútbol de Chile, la cual integra a la ANFP y a la ANFA.
En agosto de 2010, en el plano institucional, el empresario Esteban Marchant Flores, el presidente Víctor Hugo Arriagada y el gerente técnico Pedro Jaque entraron a invertir en la institución, constituyendo una nueva sociedad que volvió a denominarse Club de Deportes Temuco S.A.D.P. y que fue afiliada rápidamente a la Federación y recibió el traspaso de los jugadores puntos y todos los activos que tenía en ese momento como Club Deportivo Deportes Temuco.

### Absorción de Unión Temuco

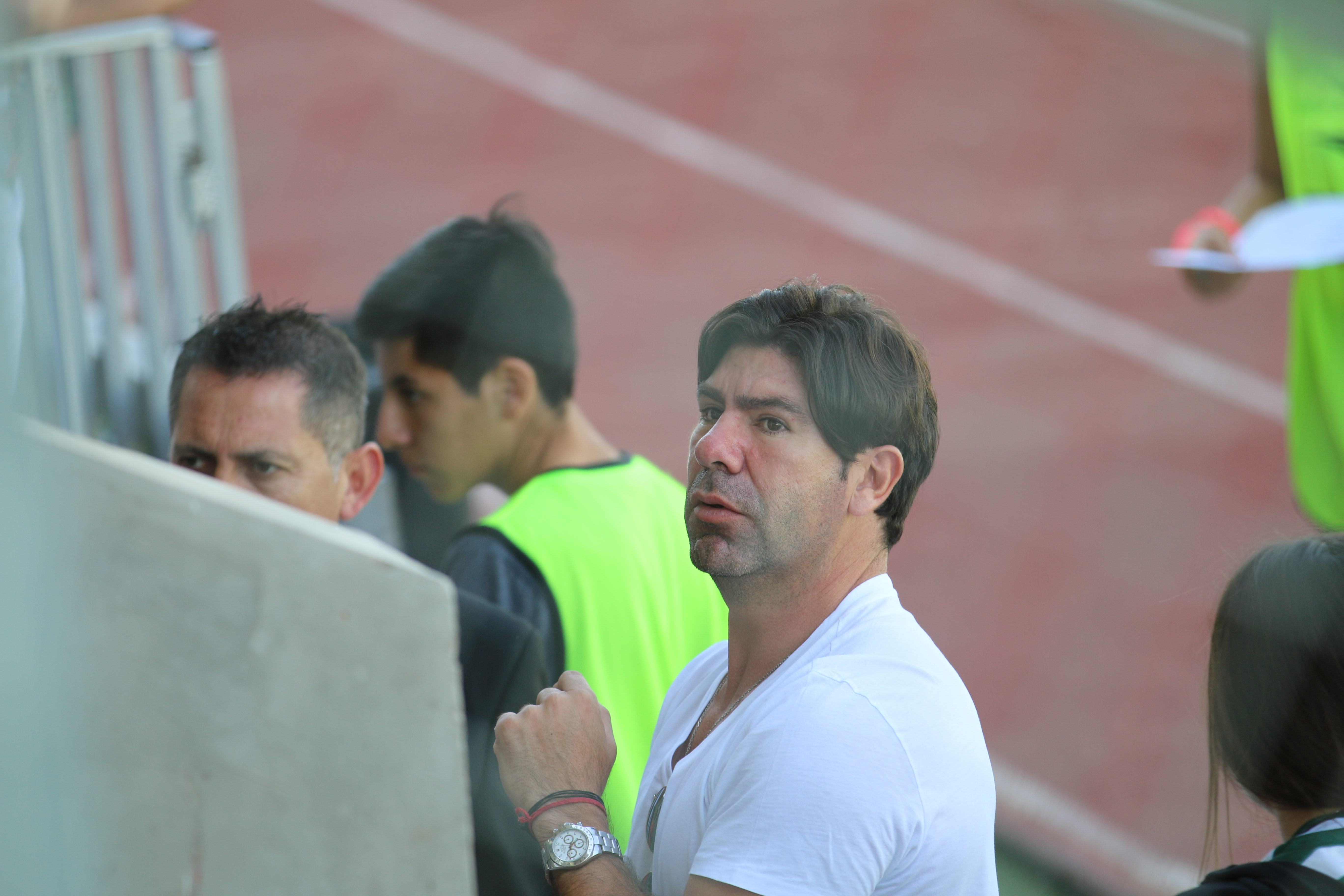
Marcelo Salas, Presidente de Deportes Temuco, en 2016.

A mediados del mes de febrero de 2013, en todos los medios de comunicación de la Región de la Araucanía comenzó a circular la noticia respecto a los acercamientos entre Esteban Marchant y Marcelo Salas, presidentes de Deportes Temuco y Unión Temuco, respectivamente, los cuales, tendrían como objetivo la fusión de Deportes Temuco y Unión Temuco como tal. Todo esto orientado principalmente a dos factores presentes en los últimos años, puesto que Deportes Temuco seguía manteniendo problemas de carácter económico y administrativo, que dificultaban año a año el ascenso del club a Primera B. En tanto, Unión Temuco, tras cinco años de existencia, mantenía una estabilidad económica, pero carecía de hinchas y de apego popular, jugando generelmente partidos con 250 o 300 personas, muchas de ellas entrando de manera gratuita al estadio. Tales razones motivaron a ambos empresarios a la idea de fusionar ambos clubes, juntándo así la tradición, el apego popular y el legado histórico de Deportes Temuco en la Araucanía, con la estabilidád económica y administrativa que ofrecía Marcelo Salas, además del cupo en Primera B que Unión Temuco mantenía.
El día viernes 14 de marzo, a las 10:00 horas, se realizó una conferencia de prensa en el centro de la cancha del Estadio Germán Becker, en la cual, sus principales protagonistas fueron Esteban Marchant (accionista mayoritario de Deportes Temuco en aquel entonces), Marcelo Salas (accionista mayoritario de Unión Temuco) y Miguel Becker (alcalde de la comuna de Temuco). En dicha reunión se informó de manera oficial la fusión entre de Deportes Temuco y Unión Temuco, formando así un solo club y una administración conjunta de la sociedad anónima deportiva profesional de Deportes Temuco por parte de Marcelo Salas y Esteban Marchant. Cabe destacar que los medios de comunicación, junto con los dirigentes de ambos clubes ya mencionados, anunciaron al público todos estos hechos con el nombre de «fusión» (con el fin de hacer entender mejor la situación), siendo que la situación legal constituida fue denominada como una «absorción de Deportes Temuco a Unión Temuco», puesto que una fusión total de ambos clubes necesitaría la aprobación del Consejo de Presidentes de la ANFP. Así, se informó la «desaparición total e irrevocable» del club Unión Temuco una vez finalizado el Torneo de Primera B, que tuvo como fecha de término el 26 de mayo de 2013. Por lo tanto, pese a la fusión, Unión Temuco continuó participando normalmente en la competición. En tanto, Deportes Temuco pasó a ocupar el cupo en Primera B del club albirrojo, cuando debute en el Torneo Apertura de la Primera B de Chile 2013-14, manteniendo además todos sus emblemas tradicionales.
Tras haber solucionado su problema de cupo con la ANFP gracias a la absorción de Unión Temuco, el club anunció una disminución en su presupuesto por planilla mensual, de $25 000 000 a $10 000 000, para adaptarse a la realidad de la división y no tener problemas nuevamente, pues Luis Faúndez, quien ha apoyado a Esteban Marchant en su gestión, buscó colaborar con el equipo en 2013, pero más tarde esto no se concreta. Finalmente, la fusión entre ambos equipos nunca ocurrió, ya que la fórmula que ocuparon fue un cambio de "nombre" o marca de Unión Temuco, el cual pasó a llamarse Deportes Temuco el 13 de junio de 2013 (Por votación unánime del Consejo de Presidentes de la ANFP), y de paso, la S.A.D.P. albiverde pasaba a ocupar el lugar que tenía la S.A.D.P. albirroja en Primera B.

### Crisis y cambios de directorio
Tras el regreso al fútbol tras la para por la Pandemia del coronavirus, Temuco encadena pésimos resultados y ante esta crisis, anunció el regreso de Luis Landeros, esta vez como Gerente Deportivo. En 2022, Tras ser eliminado en 16° de final de la Copa Chile, y la mala campaña en la liga, trajo como consecuencia la renuncia del Gerente General del club, Fernando Navarrete, sumándose a las críticas a la dirigencia del exjugador del conjunto albiverde Hugo Droguett. Con miras a la temporada 2023, se produce una reestructuración en la interna administrativa, tras la salida de Fernando Navarrete de la gerencia general, asume en su reemplazo Luis Landeros, que pese a asumir la gerencia, sigue en su cargo de Mánager. En temas de asesoría deportiva, se incorpora al exarquero Roberto "Tomate" Rojas, quién se une al equipo que encara la planificación deportiva de 2023, que luego fue ascendido a Gerente Deportivo.

### Directorio y administración (Club Deportes Temuco S.A.D.P.)
El directorio y la administración de Club Deportes Temuco S.A.D.P. están compuestos por:
| Directorio - Presidente: Marcelo Salas - Vicepresidente: Raúl Jelvez - Directores: Rosember Salas, Claudia Salas, Matías Jelvez y Catalina Salas. | Administración - Gerente general: Camila Sandoval - Gerente deportivo: Roberto Rojas |

## Símbolos

### Himno
El himno oficial del club fue creado con letra y música de Pedro Ariel Olea junto a Bruno Trejos Rojas, la interpretación de Hugo Ramírez (y su orquesta) y la voz del tenor nacional Mario Barrientos, en la década de 1960. El himno nunca ha tenido cambios tanto en su letra como en su música, siendo además, una canción muy conocida y popular en la ciudad de Temuco.

### Escudo

La cruz patada verde ha sido utilizada en la insignia del club desde 1965, derivada de la fusión con Green Cross.

Desde 1916, el Club de Deportes Green Cross tuvo como escudo una cruz patada (conocida popularmente, aunque en forma errónea, como cruz de Malta) de color verde, que simbolizaba su nombre. Por su parte, la Corporación Club de Deportes Temuco, que jugaba en el campeonato penquista desde 1960, llevaba como emblema la «T» de Temuco y, dentro de ella, un volcán, que resalta la vista de la región, y un copihue, símbolo patrio y flor nacional.
Cuando Green Cross se trasladó a la ciudad de Temuco y se fusionó con Deportes Temuco dando origen a Green Cross-Temuco, se optó por rediseñar la insignia: encima de la cruz patada verde se puso la «T de hierro» perteneciente al club temuquense. Dentro de esta «T» se halla el volcán de color negro, con un cielo (celeste o blanco) en la parte superior, y en el centro de la letra, el copihue rojo con hojas verdes. Este escudo es el más representativo del Club de Deportes Temuco, a pesar de algunas modificaciones, como retoques, cambios en sus líneas o la inclusión de la franja horizontal negra, representativa del luto por la tragedia de Green Cross.
En junio de 2013, el club añade por primera vez en su historia una estrella en la parte superior de la insignia, la cual representa el título nacional que obtuvo Green Cross en la Primera División de Chile de 1945. Este título pasó pertenecerle al club luego de la fusión de ambos clubes en el año 1965.             

#### Otros escudos
En 1985, al haberse decidido la nominación original de Deportes Temuco, se situó la «T de hierro» dentro de un escudo circular y en la parte inferior, la cinta horizontal negra representativa del luto. Otra variante del escudo fue una «T», con forma de jugador de fútbol, con una pelota a su lado. También lo fue una insignia con la forma del escudo de Chile, cuyo fondo era mitad verde y mitad blanco o mitad azul y mitad rojo, con la tradicional «T de hierro» y un balón de fútbol a su costado. Posteriormente, el escudo fue reemplazado e incorporó copihues cayendo a los dos lados de la «T», dentro de un círculo como insignia, desapareciendo el escudo. En la «T» se leía «Deportes Temuco», una palabra arriba y otra abajo. Una segunda variante incluyó el rostro de un puma, pero luego se retomó la forma oficial de la insignia.
Luego del receso de 1999 a 2000, la dirigencia decidió rediseñar la insignia: desaparecieron el volcán y el copihue, y se mantuvo la «T» de color negro y la cruz verde, que cambió la línea negra de su contorno por una blanca. Se escogió un escudo con forma circular, con retoques modernos, cuya parte superior rezaba «Club de Deportes Temuco», con letras blancas, mientras que en la parte inferior se leía «Chile», en un fondo verde o azul. Durante 2004, el escudo circular fue desplazado a un uso documental, mientras que en 2006, volvió a utilizarse en la indumentaria deportiva, aunque solo en la camiseta alternativa de color limón, hasta 2007, año en que retornó la insignia tradicional.
Tras convertirse en sociedad anónima deportiva, el club adoptó nuevamente el emblema del año 2000, pero con diversas modificaciones: el círculo era más pequeño y de color blanco, con retoques naranjas en sus lados. En la parte inferior, en un óvalo negro, se leía «Chile» más dos copihues blancos, mientras que fuera del círculo, en fondo verde y con letras blancas, estaba inscrita la leyenda «Deportivo Temuco S.A.D.P.».

### Mascota
La mascota oficial del club históricamente es el «indio pije», símbolo del pueblo mapuche, con propiedades más radicales dentro de una ciudad empresarial, ya que a los miembros de Green Cross se les apodaban los pijes.
En 2000, con el regreso al fútbol, la nueva dirigencia hizo una campaña de socios. En ella, se incluyó una nueva mascota llamada el León del Ñielol, que estuvo activa hasta el año 2002.
Desde 2022, durante los partidos de local del club introdujo un corpóreo del Indio Pije, el cual realiza dinámicas con el público, además de realizar apariciones en las redes sociales oficiales del club.

## Uniforme
- Uniforme titular: Camiseta blanca con franjas horizontales verdes, pantalón blanco, medias blancas.
- Uniforme alternativo: Camiseta verde, pantalón verde, medias verdes
- Tercer uniforme: Camiseta negra con franjas horizontales verdes, pantalón negro, medias negras.

| Primer | ver evolución | Actual |

## Estadio

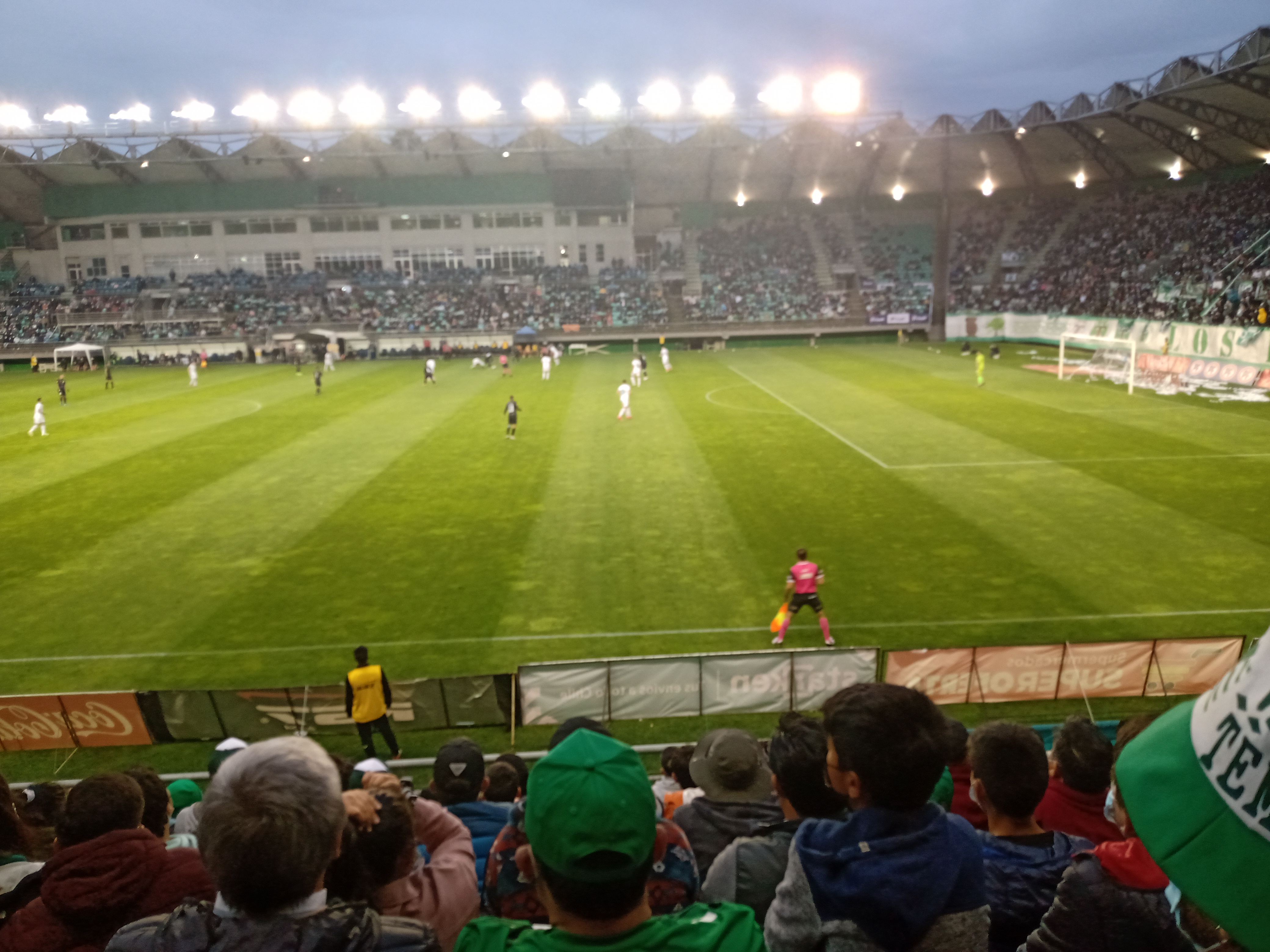
Deportes Temuco enfrentando a Santiago Morning en el Estadio Germán Becker el año 2021.

El club, desde que fue fundado como Corporación Club de Deportes Temuco, jugaba en el Estadio Liceo de Hombres (actual Estadio Carlos Schneeberger, también conocido como Cancha El Bajo), cuya cancha tenía césped en su totalidad y sus tribunas tenían un aforo de 6000 espectadores. Dicho estadio era propiedad del Liceo de Hombres de Temuco (actual Liceo Pablo Neruda).
Actualmente, el club juega como local en el Estadio Germán Becker, primeramente llamado Estadio Municipal de Temuco, cuya construcción finalizó en 1965, año en que se formó Green Cross-Temuco. Posteriormente, el recinto deportivo fue rebautizado con el nombre del presidente del club y también alcalde de Temuco, Germán Becker Bäechler, quien lo mandó a construir con conscriptos de la cárcel de Temuco, siendo el estadio más grande de la Región de la Araucanía.
En 2008, por la reconstrucción del mismo recinto, el equipo hizo de local en la mayoría de sus partidos en el Estadio Municipal de Gorbea. También jugó algunos partidos como local en el Estadio Lautaro. En 2011, debido a la mala construcción de la cancha del Estadio Germán Becker y su consecuente reparación, el club albiverde jugó algunos encuentros en el Estadio Bicentenario Pueblo Nuevo, ubicado en el sector norte de Temuco. En 2012 también ocupó dicho estadio en algunos partidos válidos por el torneo de Segunda División.
Durante el año 2014 y debido a reparaciones en la cancha del Estadio Germán Becker para la Copa América 2015, el club hizo de local en el Estadio Municipal de Victoria por el campeonato de Primera B y Copa Chile.
Sin embargo y debido a la poca seguridad expuesta en el recinto de Victoria, la dirigencia albiverde debió buscar nuevas alternativas, encontrando el Estadio Municipal de Villarrica, el cual fue la casa albiverde hasta finales de 2015. A su vez, por Copa Chile, el cuadro albiverde jugó en el Estadio Alberto Larraguibel Morales de Angol frente a la Universidad de Concepción.

### Sedes
En Temuco, el club ha tenido varias sedes: la primera se encontraba en calle Bulnes (pleno centro de la ciudad), entre Andrés Bello y San Martín, la cual fue vendida bajo la presidencia de Mauricio Gejman. Una segunda sede, ubicada en calle O'Higgins, se dejó de ocupar. En 2009, la sede se ubicaba en calle Francia con Avenida Alemania y en 2010, fue trasladada a la Avenida San Martín #428, a cuadras del centro de la ciudad.
La actual sede del club se encuentra en la calle Arturo Prat #283, frente a la Plaza Teodoro Schmidt.

### Instalaciones
Los entrenamientos del primer equipo y femenino se desarrollan generalmente en el Complejo Deportivo M11, ubicado en Ruta S-30 #06300, Camino a Labranza, Temuco, recinto arrendado a su propietario Marcelo Salas. Este complejo cuenta con una cancha de pasto sintético de medida oficial, un paño de pasto natural con medidas oficiales, gimnasio, un camarín para el primer equipo, cuatro camarines para futbol joven y femenino, un camarín de árbitros, un camarín para el cuerpo técnico, camarín para personas con capacidades diferentes, dos salas clínicas, sala de musculación, sauna, sala de hidromasaje, salas de utilería, siete oficinas administrativas, una sala de reuniones, una sala de conferencia, sector de estacionamientos, entre las principales instalaciones. Además, en ciertas oportunidades el primer equipo entrena en las canchas del complejo deportivo Rosen, ubicado a la salida norte de Temuco.   
Las divisiones menores desarrollan sus entrenamientos en el Complejo M11 Labranza y ocasionalmente en recintos Municipales, además de jugar algunos partido en anteriormente nombrado complejo de Rosen.

## Afición

### Barra Oficial
La primera barra del club se llamó inicialmente Barra Oficial, la cual estuvo activa a fines de la década de 1980.
A comienzos de los década de 1990 surgió una nueva barra, llamada Los Araucanos, que se ubicaba en el sector lateral derecho de la tribuna Andes del Estadio Germán Becker.
Tras la desaparición de Los Araucanos a fines de 1994, un grupo de jóvenes fanáticos del club se juntaron y crearon una nueva barra en 1995, denominada Los Devotos, la cual se ubica en la galería Ñielol (Norte) del estadio.

### Asistencias destacadas
Es uno de los cuadros con mejores asistencias del fútbol Chileno, ubicándose siempre entre los primeros puestos de convocatoria de local, siendo catalogado como una de las mejores plazas del país y como la mejor de regiones. De hecho en la década de 1980 fue premiado con un ascenso a Primera División por lo mismo, y en los 60' fue seleccionado por Green Cross para ocupar la plaza.
Un estudio que recogió datos de 1990 a 2010, hecho por la prensa deportiva chilena, señaló que Deportes Temuco es el cuarto club que ha llevado más público al estadio y el primero entre los clubes de regiones.
En el siglo XXI, dentro de los equipos de regiones de Chile, destaca el caso de Deportes Temuco; en Primera B en un año completo, el 2001 superó a toda la asistencia sumada de los demás clubes del fútbol chileno de Primera y Primera B entre otras, sin contar eso si con los tres más populares de la Región Metropolitana.
Además, ostenta el récord en la Tercera División con más de 16.000 personas en el estadio en un partido como local el año 2008 frente a Iberia.
Un estudio en 2013 reveló que en cuanto al listado de Primera B, el remozado Deportes Temuco lideraba con 13 mil espectadores el ranking de asistencia de público solamente en dos cotejos en el Estadio Germán Becker, superando a Deportes Concepción, que en tres duelos llevó 7.063 personas. El tercer puesto era para La Serena con 5.461. Lo más destacable de aquello fue que a su tercer partido de local se encontraba casi igualando el quinto puesto del ranking de asistencia de público de la Primera División siendo un cuadro de la Primera B, superando por mucho a clubes como Audax Italiano (12.437 espectadores en 3 partidos), Deportes Antofagasta (11.343 en 2 partidos), Everton (10.207 en 3 partidos), Iquique (9.339 en 3 partidos), Rangers (6.753 en 3 partidos), Unión Española (6.211 en 2 partidos), Cobreloa (5.151 en 2 partidos), Santiago Wanderers (3.515 en 2 partidos), O'Higgins (3.232 en 2 partidos), Unión La Calera (2.664 en 2 partidos), Cobresal (1.321 en 2 partidos) y Universidad de Concepción (849 en 1 partido), y al pasar las fechas la brecha creció aún más, todo un hito para ser un cuadro de la Primera B. ya en un partido más Deportes Temuco lideraba en Primera B con 16.500 espectadores, seguido por San Luis con 11.239 espectadores y se queda con el tercer lugar Coquimbo Unido con 9.112 espectadores y Deportes Concepción con Deportes La Serena se quedaron rondando los 7 mil y 6 mil.
Para el 17 de abril de 2014 se conoció un nuevo informe del Programa Estadio Seguro del Gobierno, en donde en siete partidos de local se ratificó que la segunda mejor asistencia a los estadios en la Primera B es la que lleva Deportes Temuco al Estadio Germán Becker, con un total de 21.200 espectadores, y pese a llevar una mala campaña. Allí, Deportes Temuco solamente es superado en la categoría de ascenso por los seguidores de Coquimbo Unido (30.106), pero el cuadro albiverde siguió sumando todo el campeonato.
En 2015 el club ratifica su importante asistencia, manteniendo un promedio por sobre los 10000 espectadores, posicionándose como segundo a nivel nacional y superando a clubes como Universidad Católica y Colo Colo. y así mismo en 2016 aparece arriba de la UC en promedio de público incluso siendo de Primera B.
En 2021, y tras el retorno paulatino del público a los estadios tras la Pandemia de COVID-19, se conoció a través de un informe de Estadio Seguro, que el partido en el Germán Becker entre Deportes Temuco y Deportes Copiapó, válido por la final de ida del Play-off de Primera B fue el 8° con mayor asistencia de público en el año, con 11.933 espectadores, siendo el único partido de la Primera B en el Top 10.

### Radio y Televisión
Fue el primer club de Chile en tener un docureality show en la televisión abierta, llamado Temuco: la última frontera, transmitido por Canal 13 en 2007. El club también ha tenido varios programas exclusivos por la televisión por cable, como Fuerza Temuco (2008) y Temuco TV (2012-), transmitidos en VTR, además de un programa exclusivo en Radio UFRO llamado Pasión Albiverde (2010), que tuvo gran sintonía. En 2013 hasta la fecha por radio Araucana (95.5), aparece un nuevo programa exclusivo llamado La voz albiverde. Por último, a través de Universidad Autónoma de Chile Televisión se transmite desde 2014 el programa "Albiverdes Conectados" conducido por Mauricio Gejman y Mauricio Guevara junto a invitados todas las semanas.
En la actualidad, la contingencia deportiva del club es cubierta por varias radios locales, como Radio Mirador FM, Radio Esperanza, entre otras. Las radios Araucana y Frontera emiten el programa conjunto "Antena Deportiva". Otro programa que le brinda cobertura al club es "Deporteros.cl", en Estación Araucanía, espacio emitido de lunes a viernes de 19:15 a 20:05 horas, conducido por Marco Antonio Cerna, que acompañado por René Melo Yáñez, Benjamín Gómez y Maximiliano Cerna, desmenuzan diariamente la actualidad del club y del deporte mundial, además de la emisión de todos los cotejos que afronta "El Pije". Otro medio es la Radio Universidad de La Frontera (Ufro Radio), que una vez al día transmite el programa "Ufro Deportes", entre las 14:00 y las 15:00 horas, con novedades de Deportes Temuco y otros temas deportivos. A la cobertura diaria, en la que se desempeñan los periodistas Fabián Aguirre, Juan Pedro Peña y Francisco Hermosilla, se suma la transmisión en vivo de cada uno de los partidos. También Radio Universal 94.7 FM y su programa "Pasión de Multitudes", conformado por Miguel Ángel Pincheira, Juan Rodríguez, Benjamín Espinoza, Guillermo Gómez y Carlos Dartuwig, transmiten todos los partidos de Deportes Temuco.

## Datos del club[nota 1]
- Temporadas en Primera División: 32 (1965-1980, 1983-1984, 1992-1998, 2002-2005, 2016/17-2018).
- Temporadas en Segunda División/Primera B: 22 (1981-1982, 1986-1991, 2000-2001, 2006-2007, 2013/14-2015/16, 2019-presente).
- Temporadas en Segunda División Profesional: 2 (2012-2013).
- Temporadas en Tercera División: 4 (2008-2011).
- Mayor goleada conseguida:
  - En campeonatos nacionales: 8-0 a Santiago Morning, el 12 de octubre de 1969.
- Mayor goleada recibida:.
  - En campeonatos nacionales: 0-9 de Palestino, el 26 de abril de 1998.[nota 2]
- Mejor puesto en Primera División: 3.º (1969 y 1975).
- Mejor puesto en Segunda División/Primera B: 1.º (1991, 2001 y 2015/16).
- Mejor puesto en Segunda División Profesional: 2.º (2012).
- Mejor puesto en Tercera División: 2.º (2008).
- Mejor puesto en Copa Chile: Semifinalista (1984 y 1998).
- Mejor convocatoria de público histórica: 35 000 personas (2 de marzo de 1966, vs Selección de fútbol de la URSS).
- Mejor convocatoria de público en Primera División: 32 551 personas (7 de diciembre de 1972, vs Colo-Colo).
- Mejor convocatoria de público en Primera B: 26 000 personas (6 de octubre de 2001, vs Deportes Melipilla).
- Mejor convocatoria de público en Segunda División: 9.584 personas (24 de mayo de 2013, vs Iberia).
- Mejor convocatoria de público en Tercera División: 16 000 personas (11 de diciembre de 2008, vs Iberia).

## Jugadores

### Plantilla 2025
- Por disposición de la Asociación Nacional de Fútbol Profesional (ANFP), los equipos chilenos en la Liga de Ascenso están limitados a tener en su plantel un máximo de cinco futbolistas extranjeros, más un juvenil extranjero inscrito en el fútbol formativo desde el año 2023, pero:
  - Federico Pereyra posee la doble nacionalidad argentina y chilena.
  - Diego Buonanotte posee la doble nacionalidad argentina y chilena.
  - Gabriel Degenhardt pertenece al registro del fútbol joven.
- Por disposición de la ANFP, el número de las camisetas no puede sobrepasar al número de jugadores inscritos.
- Por disposición de la ANFP, el plantel debe utilizar al menos 1890 minutos a juveniles chilenos nacidos a partir del 1 de enero de 2004.

### Altas 2025
| Jugador               | Posición      | Procedencia           | Tipo     |
| --------------------- | ------------- | --------------------- | -------- |
| Federico Pereyra      | Defensa       | San Luis              | Libre    |
| Enzo Lettieri         | Defensa       | Agropecuario          | Libre    |
| Maximiliano Torrealba | Defensa       | Ñublense              | Libre    |
| Stefano Magnasco      | Defensa       | Unión Española        | Libre    |
| Juan Jaime            | Mediocampista | Deportes Copiapó      | Libre    |
| Brayan Troncoso       | Mediocampista | Deportes Puerto Montt | Traspaso |
| Diego Buonanotte      | Mediocampista | O'Higgins             | Libre    |
| Nicolás Orrego        | Delantero     | Cobreloa              | Libre    |
| Roberto Riveros       | Delantero     | Deportes Recoleta     | Libre    |
| Jugador               | Posición      | Procedencia           | Tipo     |
| Felipe Villagrán      | Mediocampista | Everton               | Préstamo |
| Felipe Reynero        | Delantero     | Coquimbo Unido        |          |
| Matías Donoso         | Delantero     | San Luis              | Libre    |

### Bajas 2025
| Jugador           | Posición      | Destino             | Tipo            |
| ----------------- | ------------- | ------------------- | --------------- |
| Victor González   | Defensa       | Santiago Wanderers  | Fin de contrato |
| Joaquin López     | Defensa       | Concón National     | Fin de contrato |
| Frank Valenzuela  | Defensa       | Provincial Osorno   | Préstamo        |
| Lukas Neculhueque | Defensa       | Brujas de Salamanca | Préstamo        |
| Vicente Concha    | Defensa       | Ponte Preta         | Fin de contrato |
| Diego Sobarzo     | Defensa       | Malleco Unido       | Fin de contrato |
| Matías Andrades   | Mediocampista | Bandera de ?        | Fin de contrato |
| Matías Abisab     | Mediocampista | Blooming            | Fin de contrato |
| Byron Bustamante  | Mediocampista | Cobreloa            | Fin de contrato |
| Franco Cortés     | Mediocampista | Santiago Morning    | Fin de contrato |
| Félix Triñanes    | Mediocampista | Cobresal            | Préstamo        |
| Zederick Vega     | Delantero     | Santiago City       | Fin de contrato |
| Gustavo Castro    | Delantero     | Provincial Osorno   | Fin de contrato |
| Diego Sánchez     | Delantero     | Albion              | Fin de contrato |
| Camilo Melivilu   | Delantero     | San Marcos          | Fin de contrato |
| Nelson Peñaloza   | Delantero     | Deportes Linares    | Préstamo        |
| Jugador           | Posición      | Procedencia         | Tipo            |
| Emilio Moreno     | Delantero     | Provincial Osorno   | Préstamo        |

## Entrenadores

### Cronología[nota 1]
Los entrenadores interinos aparecen en cursiva.
- Miguel Mocciola (1965-1966)
- Gastón Guevara (1966)
- Martín García (1967)
- Gastón Guevara (1967)
- Caupolicán Peña (1968-1970)
- Gastón Guevara (1970-1981)
- Carlos Romero (1981)
- Álex Veloso (1981-1982)
- Juan Ortiz (1982)
- Gastón Guevara (1982-1984)
- Iván Ortiz (1984)
- Roque Mercury (1984)
- Iván Ortiz (1984-1985)
- Ramón Climent Morales (1985)
- Juan Poblete (1985-1986)
- Washington Villarroel (1986)
- Pedro Carmona (1986)
- Roque Mercury (1987)
- Alicel Belmar (1988)
- Luciano Mora (1989)
- Gastón Guevara (1989)
- Roque Mercury (1990)
- Leonel Herrera (1990-1991)
- Luis Santibáñez (1991-1992)
- Cayetano Ré (1992)
- Carlos Romero (1992)
- Guillermo Páez (1992-1994)
- Eduardo Cortázar (1994-1996)
- Roque Mercury (1996)
- Jorge Garcés (1996)
- Roque Mercury (1997)
- Roberto Álamos (1997)
- Roque Mercury (1997)
- Reinaldo Merlo (1998)
- Gastón Guevara (1998)
- César Laraignée (1999)
- Carlos Durán (2000)
- Roque Mercury (2001-2002)
- Mauricio Guevara (2002)
- Osvaldo Villegas (2003-2004)
- Carlos González (2004)
- Claudio Nigretti (2005)
- Osvaldo Villegas (2005)
- Juan Carlos Gangas (2006)
- Gastón Guevara (2006)
- Carlos González (2006-2007)
- Mauricio Guevara (2007)
- Eduardo Bonvallet (2007)
- Mauricio Guevara (2007)
- Nelson Soto (2008)
- Daniel Zelaya (2009)
- Nelson Soto (2009)
- John Greig (2009)[nota 3][143]
- Christian Muñoz (2009)
- Osvaldo Hidalgo (2010)
- Gastón Aravena (2010)
- Daniel Zelaya (2010)
- Sergio Vargas (2011)
- Eduardo Cortázar (2011)
- Carlos Girardengo (2012)
- Víctor Barría (2012)
- Carlos Girardengo (2012)
- Francisco Huerta (2013)
- Fernando Astengo (2013)
- Miguel Latín (2013)
- Fernando Vergara (2014)
- Marcelo Silva (2014)
- Pablo Abraham (2014-2015)
- Luis Landeros (2015-2017)
- Dalcio Giovagnoli (2017-2018)
- Miguel Ponce (2018)
- Hugo Vilches (2019)
- Patricio Lira (2019-2021)
- Cristián Arán (2022)
- Fabián Avendaño (2022)
- Jorge Aravena (2022)
- Fabián Avendaño (2022)
- Juan José Ribera (2023)
- Román Cuello (2023-2024)
- Esteban Valencia (2024)
- Mario Salas (2025)
- Esteban Valencia (2025-)

## Otras secciones deportivas
Antiguamente, en la década de 1960, un equipo "B" del Club de Deportes Temuco jugaba en una liga paralela al plantel de honor, llamada por los medios de comunicación como «Fútbol de Segunda Serie» o «Fútbol de Serie B». En 1969, se creó una filial del club en Río Negro. En 1985, la serie de «Viejos Tercios» del club se tituló campeón invicto. Estando afiliado a la ANFP, Deportes Temuco tenía todas sus series en funcionamiento, pero luego del descenso a la Tercera División de Chile, dirigida por la ANFA, se optó por crear una filial patrocinada por la Ilustre Municipalidad de Temuco, que se llamó Municipal Temuco y que compitió en 2008 en el Fútbol Joven de la ANFP. La escuela de fútbol del club data de 1974 y en 1985, Iván Ortiz invitaba a participar de ella. De esta escuela partieron jugadores como Marcelo León, Marcelo Silva, Daniel Silva, Mauricio Guevara, Raúl Ormeño, Daniel Daller, Jaime Ocampo, etc. En la actualidad, la escuela de fútbol albiverde, junto a los cadetes, ha participado de campeonatos en los cuales se ha ganado el local, La Serena Cup, la Copa Nike, el Mundialito de Melipilla, entre otros. En 2011, el accionista mayoritario del club, Esteban Marchant, anunció para 2012 la formación de un equipo de proyección, sin embargo, todo quedó solo en los cadetes y la escuela albiverde. La escuela de fútbol en 2012 se tituló bicampeona del Campeonato Internacional de Melipilla y nuevamente campeona de La Serena Cup.
En 2015-16 se abre el equipo de escuela de fútbol de adultos oficial de Deportes Temuco.

### Club de Deportes Temuco (femenino)
La rama femenina del Club de Deportes Temuco cuenta con una serie infantil y una serie adulta, en la cual posee dos títulos regionales. Además, ha participado en el Torneo Nacional y ha ganado la Copa Nike.

## Otras ramas
En 1985, el club se destacó por su rama de tenis de mesa, que participó en campeonatos como el de Pumalal. Esta sección mantuvo el nombre de Green Cross-Temuco, aun cuando el equipo principal de fútbol ya había sido rebautizado como Deportes Temuco.
También tuvo la rama de Boxeo con la cual participaba en el campeonato nacional

## Palmarés

### Torneos regionales
- Campeonato Regional de Fútbol (1): 1961.[nota 4]

### Torneos provinciales
- Subcampeón del Torneo Provincial de Chile (3): 1968, 1969, 1970.

### Torneos nacionales
- Primera División de Chile (1): 1945.[nota 5]
- Segunda División de Chile/Primera B de Chile (5): 1960,[nota 5] 1963,[nota 5] 1991, 2001, 2015-16.
- Campeonato de Apertura de la Segunda División de Chile (1): 1987.
- Subcampeón de la Segunda División de Chile (1): 1959.[nota 5]
- Subcampeón de la Segunda División Profesional de Chile (1): 2012.
- Subcampeón de la Tercera División de Chile (1): 2008.

### Torneos amistosos
- Torneo Fiestas Patrias ANFA de la Municipalidad de Temuco (1): 1985.
- Noche Albiverde (7):[146] 1993, 1997, 2000, 2001, 2007, 2009, 2011, 2013 A, 2013 B, 2016
- Torneo de la Semana de Zapallar (1): 2012 (en representación de Deportivo Zapallar).[147]
- Copa Nino Brusadelli (1): 1928.[148][nota 5]
- Torneo Internacional de Chile (1): 1946.[nota 6][nota 5]

### Títulos de reserva
- Subcampeón de la Segunda División de Honor de la Sección Profesional de la Asociación de Football de Santiago (1): 1934.[nota 5]